# 国府川
国府川（こくふがわ
）は、新潟県佐渡市を流れ真野湾に注ぐ二級河川。別称「こくぶかわ」、「こうのかわ」。

## 地理
新潟県佐渡市上新穂にある国見山の南側に源を発し、佐渡島の中央部に位置する国仲平野に流れる。そこから西に転じ、佐渡市四日町と佐渡市八幡の境界から真野湾に注ぐ。佐渡島最長の川で、流域では稲作など農業が盛んである。流域面積175.6 km2、流路延長19 km。

## 歴史
江戸時代より度重なる水害に見舞われ、様々な治水工事が行われてきた歴史を有する。
- 1627年（寛永4年） - 砂丘部を掘削して砂丘東側を迂回して真野湾へ流入していた本川を直線状に変更[5]。
- 1771年（明和8年） - 佐渡奉行所が国府川を加茂湖へ導流しようとするも失敗に終わる。
- 1778年（天明8年） - 佐渡奉行所が河口部の防潮工事、河道拡幅、蛇行部のショートカットなど大規模工事を実施。
- 1897年（明治30年）8月 - 大規模な水害が発生[6]。
- 1898年（明治31年） - 国府川治水会結成[7]。
- 1899年（明治32年） - 国府川尻疎鑿組合結成（1906年に真野村外3ケ村国府川水害予防組合へ改組）
- 1958年（昭和33年） - 新穂ダム完成
- 1966年（昭和41年） - 小倉川ダム、竹田川ダム完成
- 1973年（昭和48年） - 新保川ダム完成
- 1978年（昭和53年） - 大野川ダム完成

## 河川施設
- 新穂ダム（新潟県佐渡市上新穂）

## 支流
- 天神股川
- 行谷川
- 地寺院川
- 大野川
- 新保川
- 中津川
- 小倉川
- 藤津川
- 竹田川

## 流域の観光地
- 佐渡岩ノ平青少年旅行村（新潟県佐渡市上新穂、新穂ダム）
- トキの森公園（新潟県佐渡市新穂長畝）
- 佐渡博物館（新潟県佐渡市八幡）